# Brachypogon hercules
Brachypogon hercules är en tvåvingeart som beskrevs av Debenham 1991. Brachypogon hercules ingår i släktet Brachypogon och familjen svidknott. Inga underarter finns listade i Catalogue of Life.